# Indigofera roseo-caerulea
Indigofera roseo-caerulea là một loài thực vật có hoa trong họ Đậu. Loài này được Baker f. miêu tả khoa học đầu tiên.